# オウギハクジラ
オウギハクジラ（扇歯鯨、Mesoplodon stejnegeri）はハクジラ亜目アカボウクジラ科オウギハクジラ属に属する小型のクジラである。

## 分類
1885年にレオナード・ヘス・ステイネガー（英語）が頭蓋骨の標本に基づいて報告したが、その後、ほぼ1世紀の間、詳しいことが明らかにされることはなかった。
1970年代後半になって座礁（ストランディング）が数例報告されているが、損傷がひどくない個体に基づいて詳細な外観が報告されたのは1994年のことである。

## 呼称
種小名の stejnegeri は前述のステイネガーに由来する。
「Saber-toothed Whale」という英名も知られているが、この呼び名は牙の特徴に基づく。
他の英名としては「Bering Sea Beaked Whale」がある。

## 形態

ヒトとの大きさの比較

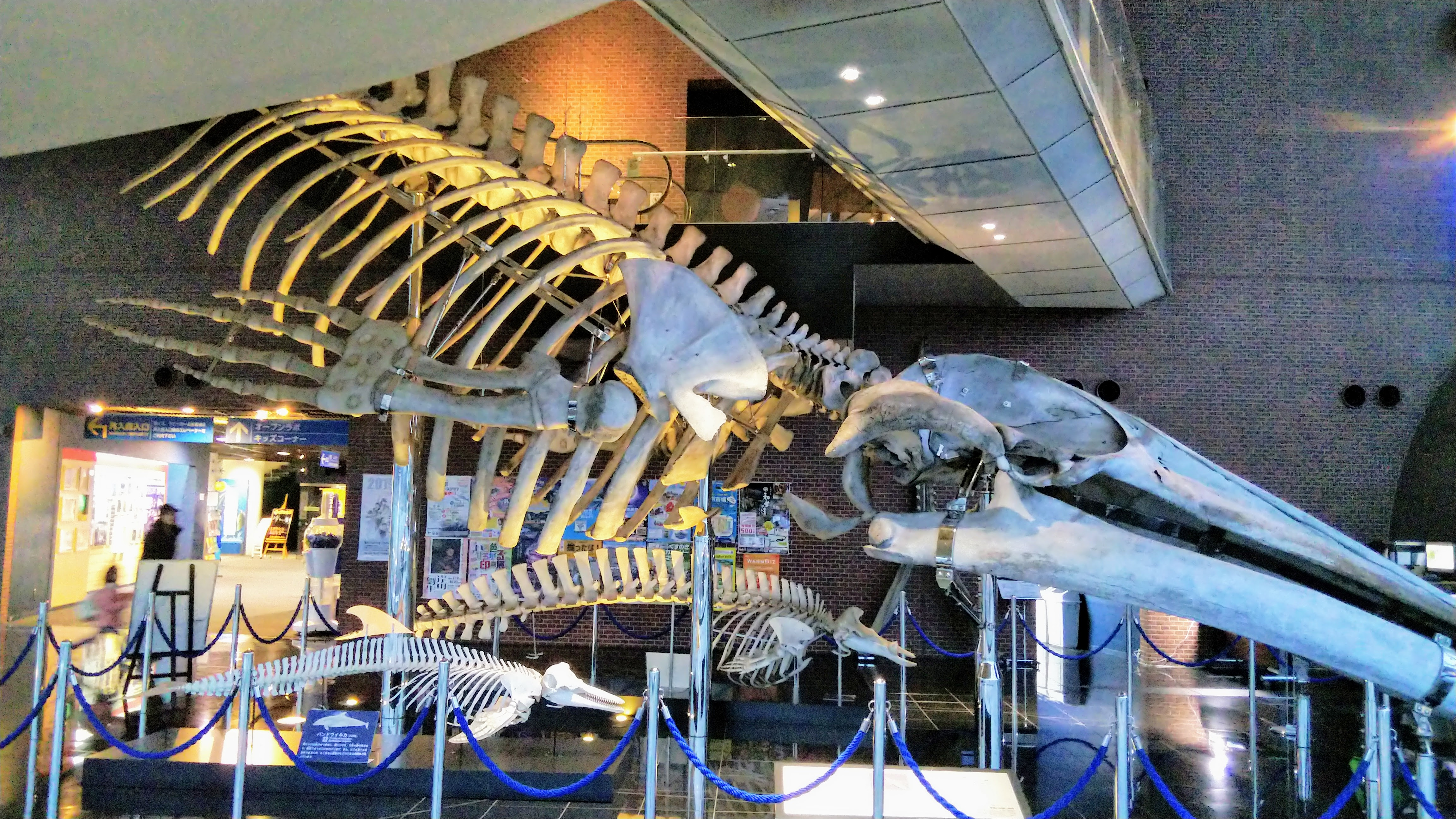
クジラ類の骨格標本の大きさの比較。手前から順にハンドウイルカ、シロナガスクジラ、オウギハクジラ

成体の体長は少なくとも雄は5.3メートル、雌は5.5メートルである。産まれた直後の体長は2.1 - 2.3メートルほどであると推測されている。
オウギハクジラの体型はオウギハクジラ属としては典型的で、長く、頭部と尾部が細くなっているという特徴を持つ。頭部メロンはヘルメットのような形状である。
口吻の長さはオウギハクジラ類としては平均的である。唇の形状は弧状ではあるが、他種よりは直線的である。
雄の外観の一番の特徴は下顎から生えている非常に目立つ2本の牙である。下顎に生えている雄の歯は、バハモンドオウギハクジラ、ヒモハクジラよりは短いものの、他のオウギハクジラ類よりは長く、若干前方に傾いて生えている。
体色は濃い灰色から黒に近く、腹側は若干明るい色になっている。年齢とともに体色は濃くなっていくが、雌の尾の腹側には明るい模様があり、この模様は年齢とともに目立ってくる。他のオウギハクジラ類と同じく、雄の体表には他の雄と闘ってできた噛み傷があることが多く、ダルマザメによる噛み傷は雌雄ともにある。

## 生態
他のオウギハクジラ属のクジラと同じく不明な点が多く、生態などはあまり詳しくはわかっていない。
通常は3頭から4頭程度の小さな群を成して行動するが、時々15頭ほどの大きな群を成すこともある。群は年齢別や性別で別れて構成されているかもしれない。
成体の雄同士の争いは珍しいことではないようである。
顎の骨が骨折したものが自然治癒している個体も複数見つかっている。
日本海にて、連続でジャンプ（ブリーチング）をする親子が撮影されたことがある。

## 生息域、生息数
太平洋に分布するオウギハクジラ属としては最も北方に生息する。北太平洋の温帯の冷水域から亜寒帯域の陸棚海域や外洋に分布し、ベーリング海あたりまで生息している。
南限は西太平洋は宮城県の沖あたり、東太平洋はカリフォルニア州のモントレーあたりである。冬季は南方に移動する可能性があり、実際に日本海の南部でも発見されている。
日本海に唯一普遍的に生息するオウギハクジラ属であり、佐渡島や富山湾などにとくに記録が多い。
本種の日本列島の周辺における記録もほとんどが日本海に集中しており、対照的に北太平洋側では限られている。

## 保護
全生息数は他のオウギハクジラ類同様に不明であり、IUCNのレッドリストにおいては「NT」に分類されている。
日本ではかつて小規模な捕鯨の対象となったことがあり、刺し網などによる混獲の例も報告されている。これらが安定的な生息に影響を与えるかどうかは不明である。